# Pulvino
Un pulvino (du latin pulvīnus, « coussin »') est un élément structurel architectural (dosseret) ayant la forme d'un coussin de pyramide inversée, placé entre le chapiteau de la colonne et la base de l'arc,,

## Aperçu
Habituellement décoré de motifs ornementaux chantournés ou en relief, le pulvino atteint son expression maximale dans l' architecture byzantine ;  quelques exemples peuvent être trouvés dans l'architecture paléochrétienne de Ravenne. Sa forme convexe particulière confère au pulvino la fonction structurelle de concentrer les tensions générées par les charges au-dessus de lui et de transmettre les tensions sur la colonne située en dessous du chapiteau.
Un exemple peut être vu dans la basilique San Lorenzo de Florence conçue par Filippo Brunelleschi vers 1420 où il a eu recours à des segments supplémentaires d'entablement. Le pulvino dans ce cas a créé un entablement équilibré, sur lequel sont posés les arcs en plein cintre.
Par analogie avec la fonction statique du pulvino sur une colonne, on l'attribue également à certains éléments structurels qui ont pour fonction de répartir une charge d'une structure superposée avec des caractéristiques de résistance mécanique plus élevées, vers une structure inférieure avec une résistance spécifique plus faible , ainsi dimensionné de manière à réduire les contraintes unitaires aux valeurs admissibles.

## Ingénierie moderne
Dans l'ingénierie contemporaine, le pulvino est utilisé comme élément structurel pour répartir la charge entre une partie sus-jacente ayant moins de résistance mécanique et une partie sous-jacente ayant une résistance plus élevée. Par exemple, il est utilisé dans les chemins de fer pour transférer la charge des rails sur les traverses. Généralement, il est en fonte .

## Galerie

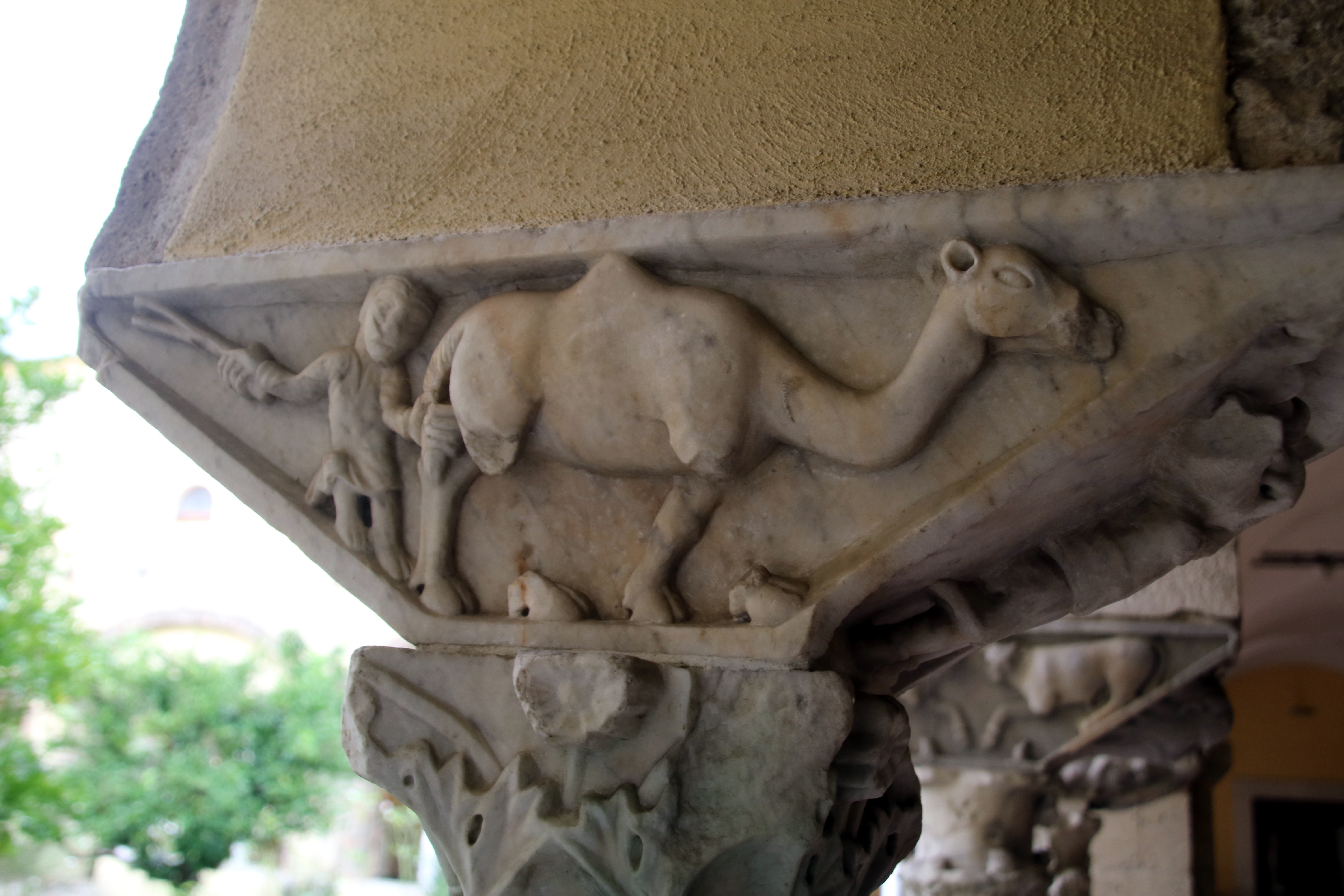
Église Sainte-Sophie de Bénévent
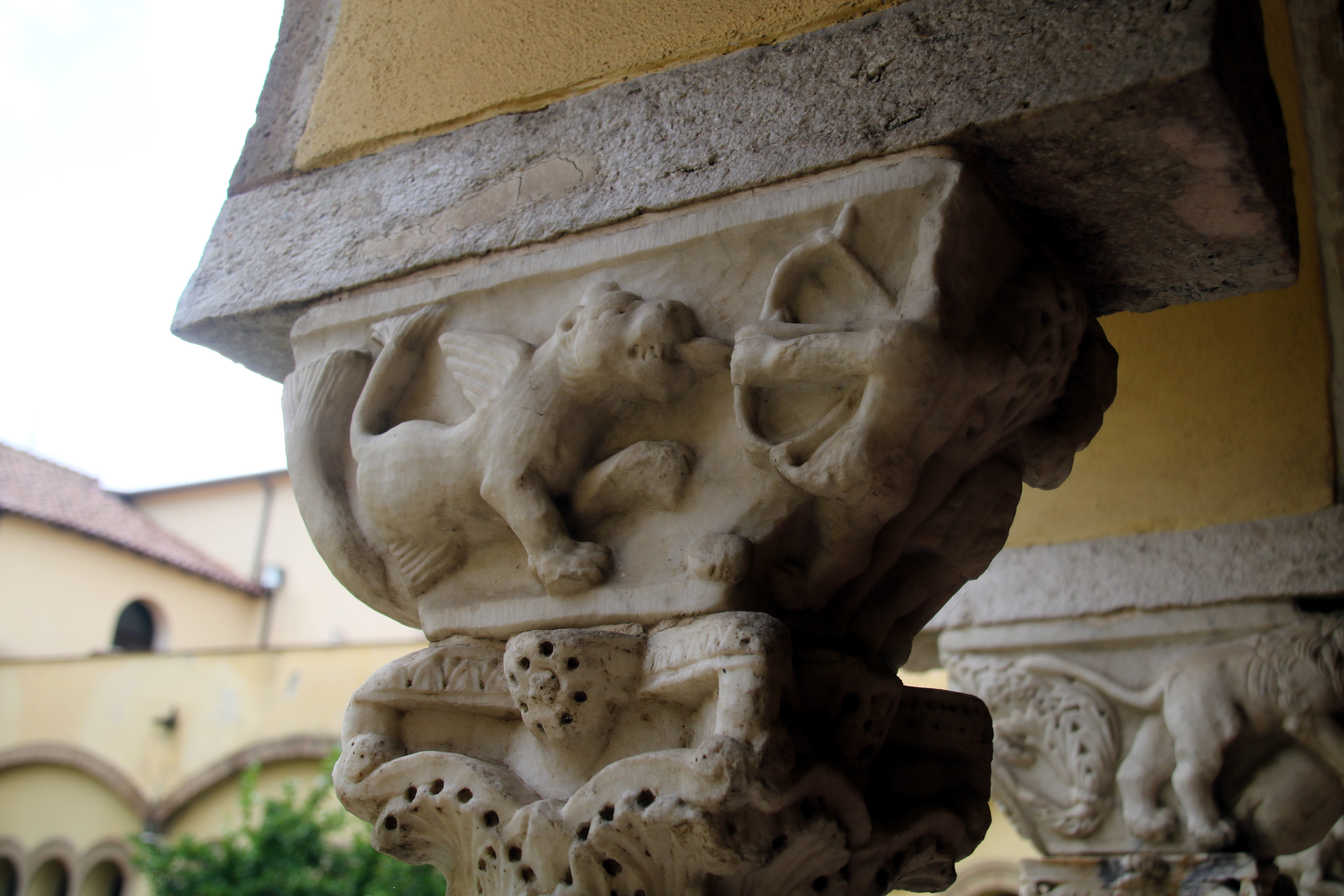
Église Sainte-Sophie de Bénévent
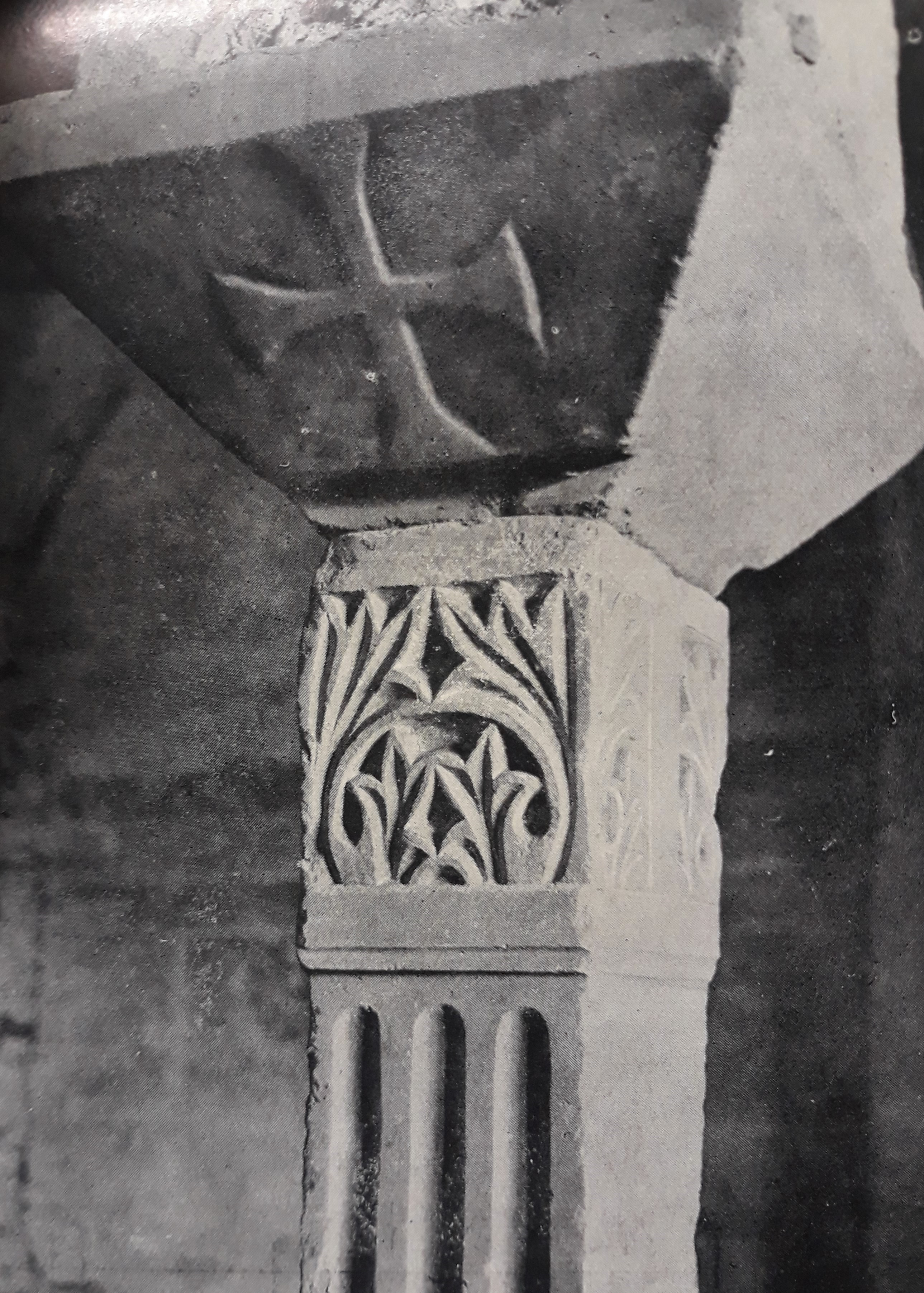
Basilique San Zeno de Vérone
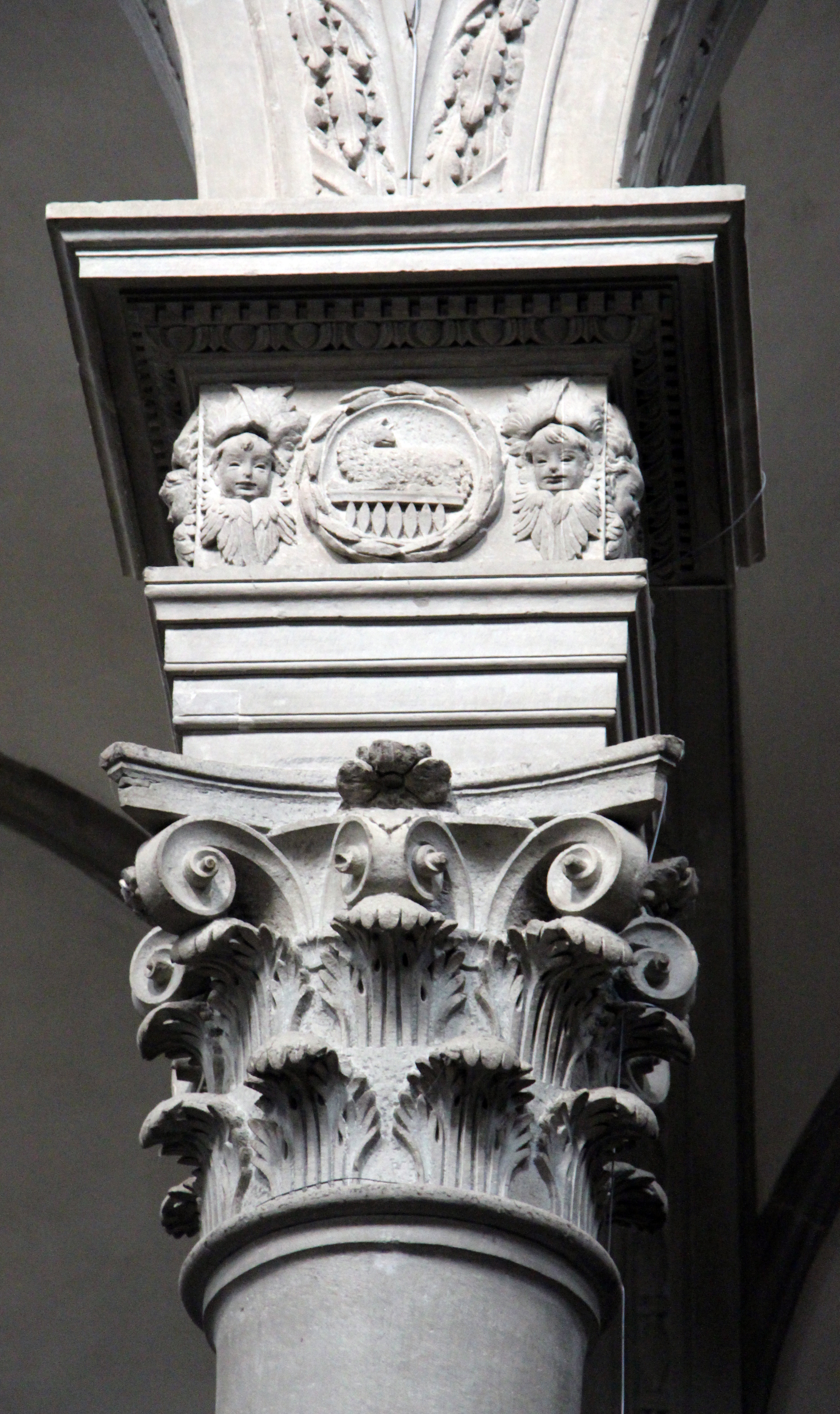
Basilique San Lorenzo de Florence
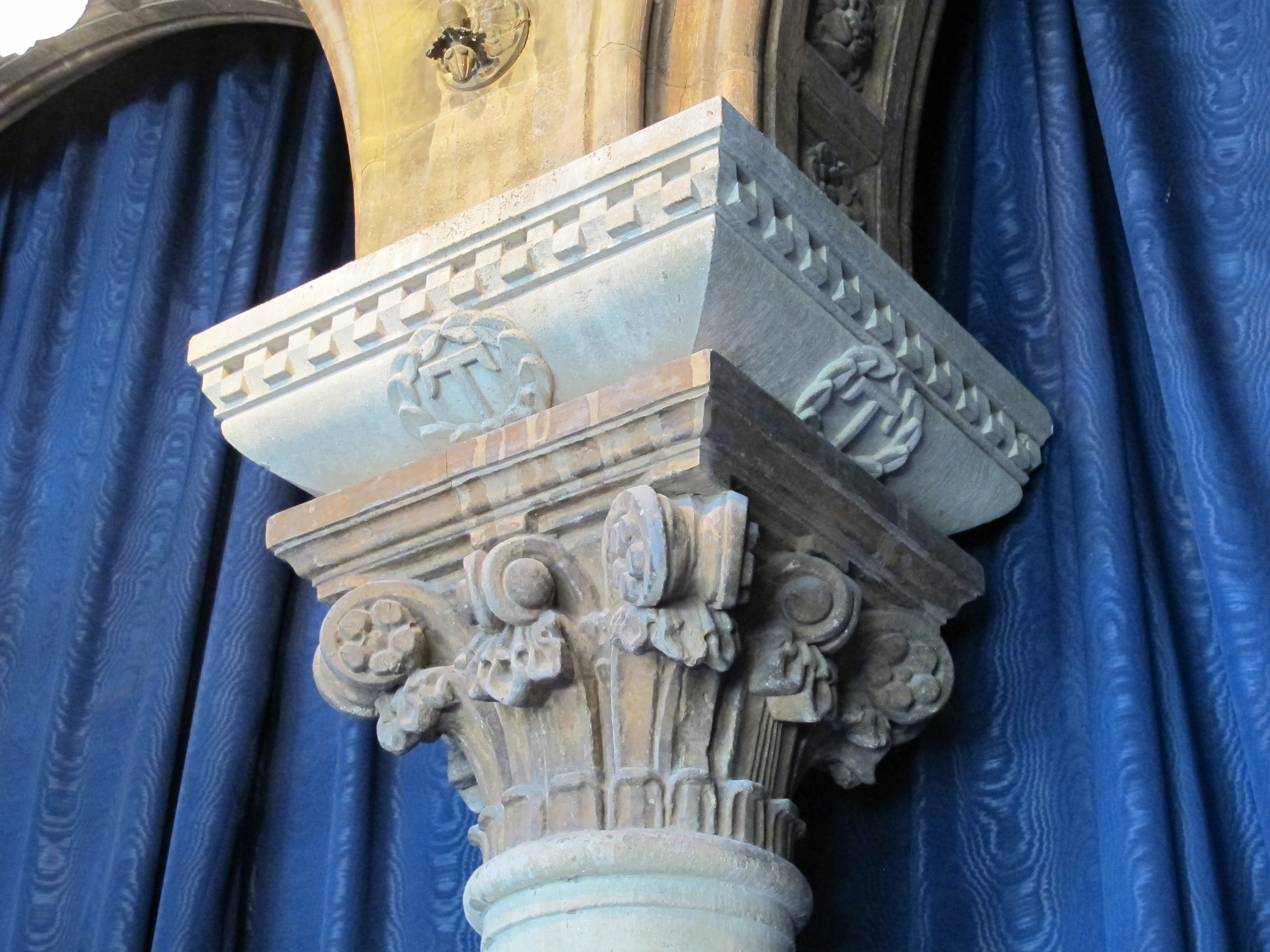
Pulvino sur un chapiteaux